# Нижньобалтачево
Нижньобалта́чево (рос. Нижнебалтачево, башк. Түбәнге Балтас) — село у складі Татишлинського району Башкортостану, Росія. Адміністративний центр Нижньобалтачевської сільської ради.
Населення — 739 осіб (2010; 775 у 2002).
Національний склад:
- удмурти — 89 %